# Список школ Новочебоксарска
Список школ Новочебоксарска включает государственные и негосударственные учреждения среднего общего и начального специального образования (школы, гимназии, лицеи), расположенные в городе Новочебоксарск, Чувашская Республика, Россия.

## Сокращения
- МБОУ — муниципальное бюджетное общеобразовательное учреждение
- СОШ — средняя общеобразовательная школа
- МБОУ ДОД — муниципальное бюджетное общеобразовательное учреждение дополнительного образования детей
- МАОУ — муниципальное автономное общеобразовательное учреждение
- ГОУ — государственное образовательное учреждение
- НОУ — начальное образовательное учреждение

## Средние общеобразовательные школы
| Школа, год основания | Адрес и офиц. сайт               | Достижения |
| --- | -------------------------------- | --- |
| МБОУ «Средняя общеобразовательная школа № 1» 1963; на базе школы № 20 г. Чебоксары; с 2006 — ООШ)                       | ул. Коммунистическая, д.2        | |
| МБОУ «Средняя общеобразовательная школа № 2» 1965 — на базе средней школы № 29 г. Чебоксары; с 2006 — СОШ               | ул. Молодёжная, 15 Сайт          | Грант Президента ЧР, призёр Республиканского конкурса общеобразовательных учреждений, внедряющих инновационные образовательные программы «Образовательная инициатива — 2009»                                                                                       |
| МБОУ «Средняя общеобразовательная школа № 3» 1967 — на базе школы № 18 г. Чебоксары                                     | ул. Терешковой, 15 Сайт          | |
| МБОУ «Средняя общеобразовательная школа № 5» 1972; с 1991 с углубленным изучением иностранных языков                    | ул. Комсомольская, д. 18 Сайт    | |
| МБОУ «Гимназия № 6» 1972 — средняя школа № 6; 1994— Русская школа-гимназия № 6; с 2000— Гимназия № 6                    | бульвар Зелёный, дом 26 Сайт     | Лауреат Российского заочного конкурса «Познание и творчество». Призёр Всероссийского конкурса детских рисунков |
| МБОУ «Средняя общеобразовательная школа № 8» 1973                                                                       | ул. Солнечная, д.14              | |
| МБОУ «Средняя общеобразовательная школа № 9» 1976                                                                       | бульвар Зелёный, 3               | |
| МБОУ «Средняя общеобразовательная школа № 10» 1977                                                                      | ул. Парковая, 7                  | Лауреат Всероссийского конкурса «Школа Года» (2000). Лауреат Всероссийского конкурса «Школа Века» (2003). Лауреат III Всероссийского конкурса «Организация воспитательного процесса в образовательных учреждениях» (2006). Лауреат конкурса «Школа России» (2007). |
| МБОУ «Средняя общеобразовательная школа № 11» 1978                                                                      | ул. Силикатная, 18               | |
| МБОУ «Средняя общеобразовательная школа № 12» 1978                                                                      | Ельниковский проезд, 6           | В 2005 году школе присвоен статус «Республиканская экспериментальная площадка» |
| МБОУ «Средняя общеобразовательная школа № 13»                                                                           | ул. Первомайская, 45             | |
| МБОУ «Средняя общеобразовательная школа № 14», с углубленным изучением предметов естественно-математического цикла 1985 |                                  | |
| МБОУ «Средняя общеобразовательная школа № 16» 1988                                                                      | ул. Семенова, 25а                | Лауреат Всероссийского конкурса «Школа Века» (2001). Грант Президента Чувашской Республики (2011) |
| МБОУ «Средняя общеобразовательная школа № 17» 1989                                                                      | ул. Первомайская, д.30           | |
| МБОУ «Лицей № 18» 1990 — школа № 18                                                                                     | ул. Первомайская, д.55           | |
| МБОУ «Средняя общеобразовательная школа № 19» 1992                                                                      | ул. Воинов-Интернационалистов, 9 | Грант Президента РФ в сумме 1 млн рублей (2005/2006 учебный год). Школа включена в Национальный Реестр «Ведущие образовательные учреждения России» (2009/2010 учебный год).                                                                                        |
| МБОУ «Средняя общеобразовательная школа № 20» 1997                                                                      | ул. 10-й Пятилетки, д. 41        | |

## Другие
- Центр развития творчества детей и юношества им. А. И. Андрианова (в 1972—1991 — Дом пионеров)
- Детская школа искусств (1976)
- Детская музыкальная школа
- Детская художественная школа (1975)
- МБОУ ДОД «Детско-юношеская спортивная школа № 1» (1970)
- МБОУ ДОД «Детско-юношеская спортивная школа № 2» (1975)
- АУ ДОД «СДЮСШОР № 3» Минспорта Чувашии
- БОУ ДОД «СДЮСШОР № 4 по хоккею с шайбой» Минспорта Чувашии
- БОУ ДОД «ДЮСШ по конному спорту» (1985)
- БОУ СПО «Новочебоксарское училище олимпийского резерва (техникум)» (1991)
- «Новочебоксарская специальная (коррекционная) общеобразовательная школа» (1986; Казённое специальное (коррекционное) образовательное учреждение Чувашской Республики для обучающихся, воспитанников с ограниченными возможностями здоровья) — ул. Набережная, 13